# Ricardo Arredondo
Ricardo Arredondo (ur. 26 maja 1949 w Apatzingán, zm. 20 września 1991) – meksykański bokser, zawodowy mistrz świata kategorii junior lekkiej.
Rozpoczął karierę boksera zawodowego w 1966. Wygrał pierwsze 14 walk, dopiero w 1967 w kolejnej doznał porażki z rąk przyszłego mistrza świata w wadze piórkowej Clemente Sáncheza. W grudniu 1969 pokonał przyszłego mistrza świata w wadze junior lekkiej Alfredo Marcano, który zrewanżował mu się 1 stycznia 1970, wygrywając na punkty. Była to czwarta porażka Arredondo przy 45 zwycięstwach.
Po wygraniu kolejnych dziesięciu pięściarskich pojedynków Arredondo stanął przed szansą zdobycia tytułu mistrza świata kategorii junior lekkiej (superpiórkowej) organizacji WBA, ale 3 marca 1971 w Tokio przegrał na punkty z obrońcą tytułu Hiroshim Kobayashim.
Kolejna walka o mistrzostwo świata była dla Arredondo udana. 10 października 1971 w Sendai znokautował Yoshiakiego Numatę i odebrał mu tytuł mistrza świata wagi junior lekkiej organizacji WBC.
Pięciokrotnie skutecznie bronił pasa mistrza świata WBC:
| Data                  | Miejsce | Oponent          | Wynik                          | Źródło |
| --------------------- | ------- | ---------------- | ------------------------------ | ------ |
| 29 stycznia 1972(dts) | Heredia | José Isaac Marín | wygrana na punkty              | [ 4 ]  |
| 22 kwietnia 1972(dts) | Meksyk  | William Martínez | nokaut w 5. rundzie            | [ 5 ]  |
| 15 września 1972(dts) | Tokio   | Susumu Okabe     | nokaut w 12. rundzie           | [ 6 ]  |
| 6 marca 1973(dts)     | Fukuoka | Apollo Yoshio    | wygrana na punkty              | [ 7 ]  |
| 1 września 1973(dts)  | Tokio   | Morito Kashiwaba | techniczny nokaut w 6. rundzie | [ 8 ]  |

29 listopada 1973 przegrał w walce towarzyskiej z przyszłym mistrzem świata Yasutsune Ueharą. Kolejna walka w obronie tytułu również nie była udana. 28 lutego 1974 w Tokio Kuniaki Shibata pokonał Arrenondo po 15 rundach na punkty i odebrał mu mistrzostwo świata. W kolejnej walce Arredondo przegrał przez dyskwalifikację z przyszłym mistrzem świata Alfredo Escalerą. Kontynuował karierę pięściarską do 1979, ale coraz więcej walk przegrywał. od 1975 do 1979 wygrał 9 pojedynków i przegrał 12. W swej ostatniej walce został znokautowany w 10. rundzie przez ówczesnego mistrza świata WBC w kategorii lekkopółśredniej Kima Sang-hyuna. 
Zmarł w 1991. jego młodszy brat René Arredondo był również bokserem zawodowym, mistrzem świata w kategorii lekkopółśredniej.